# Satsuma (Han)

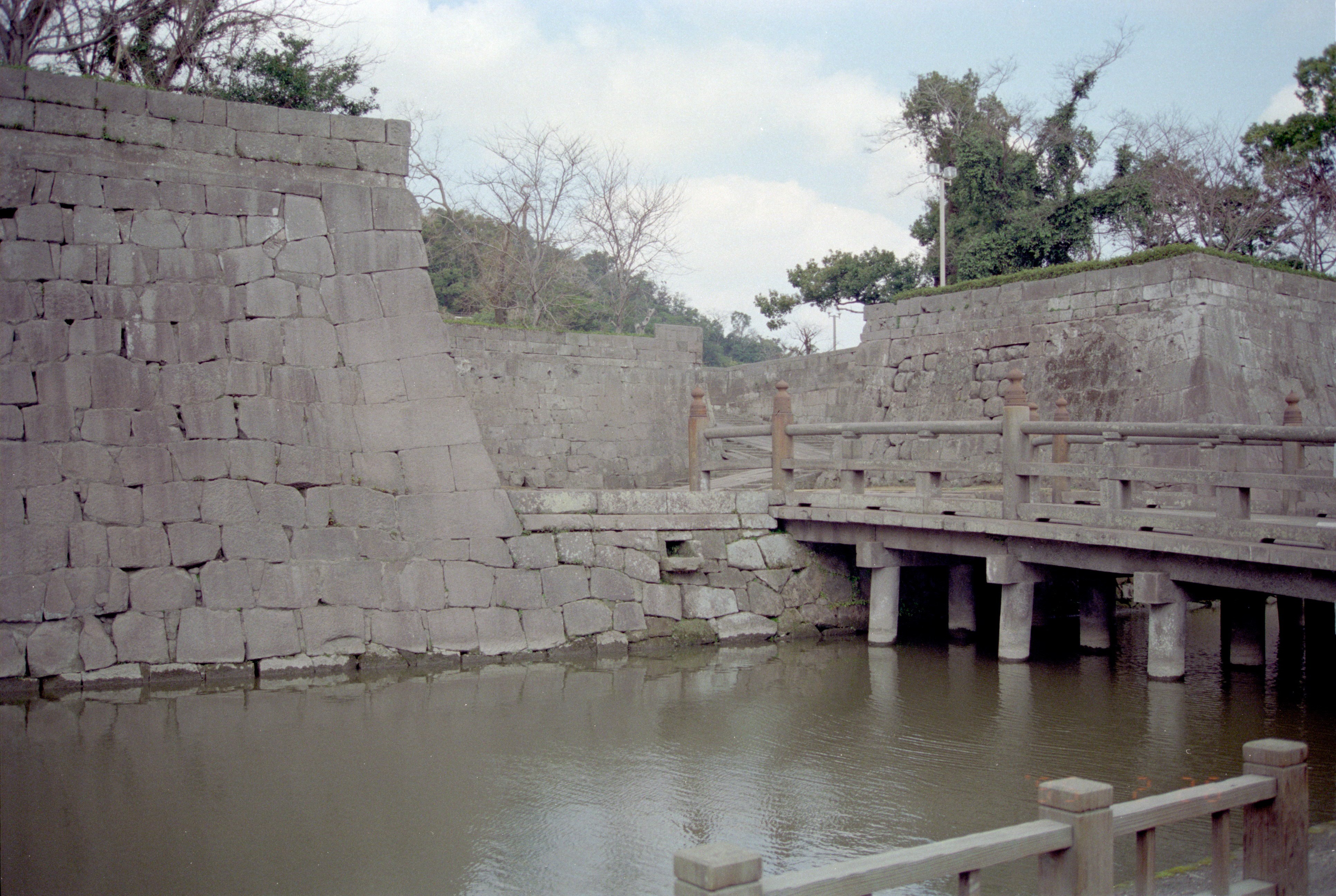
Wallanlagen der Burg Kagoshima heute

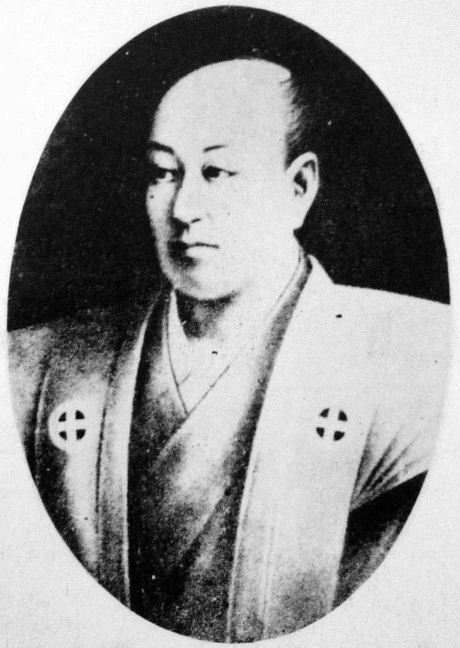
Shimazu Nariakira, Lehnsherr von 1851 bis 1858

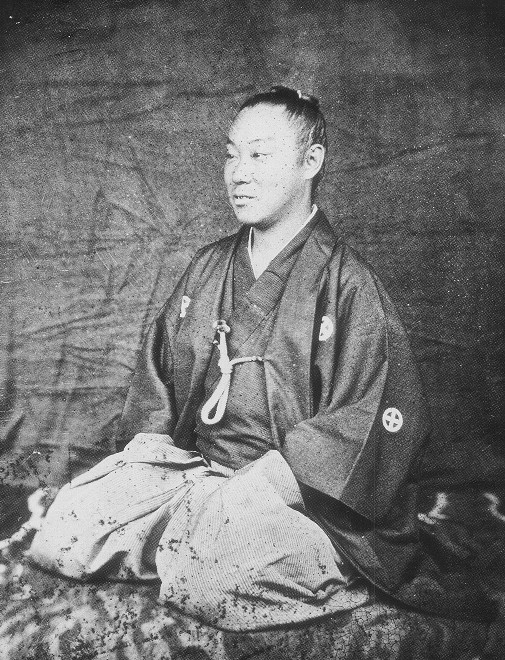
Shimazu Tadayoshi, Lehnsherr von 1858 bis 1871

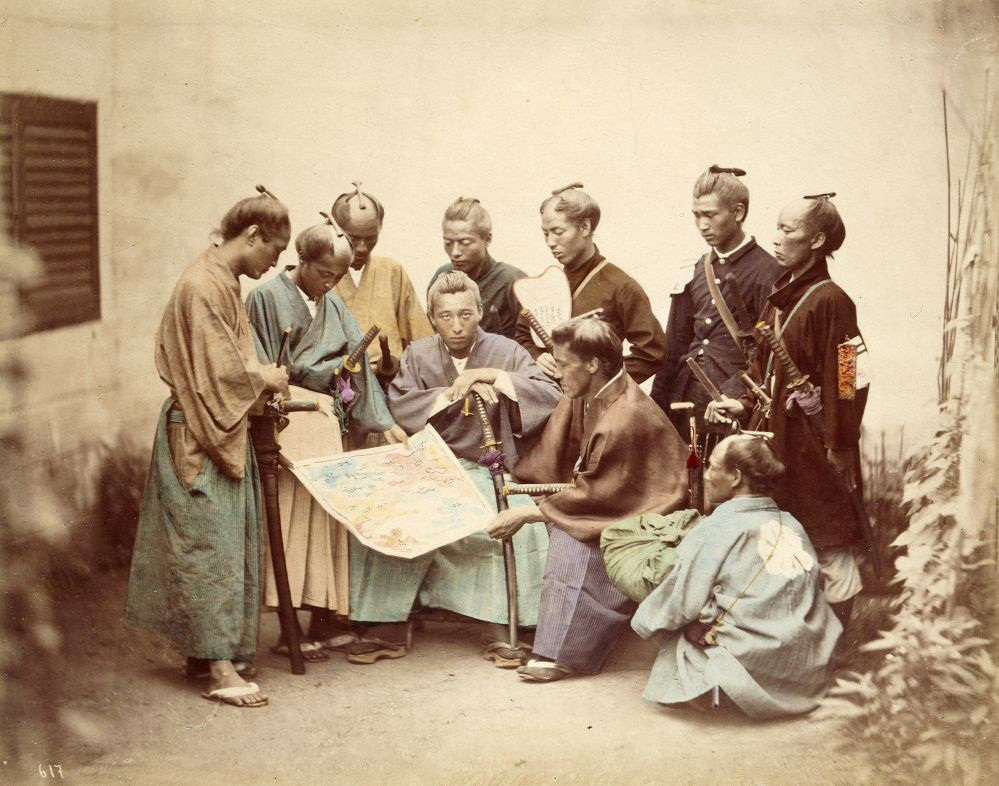
Samurai aus Satsuma während des Boshin-Krieges

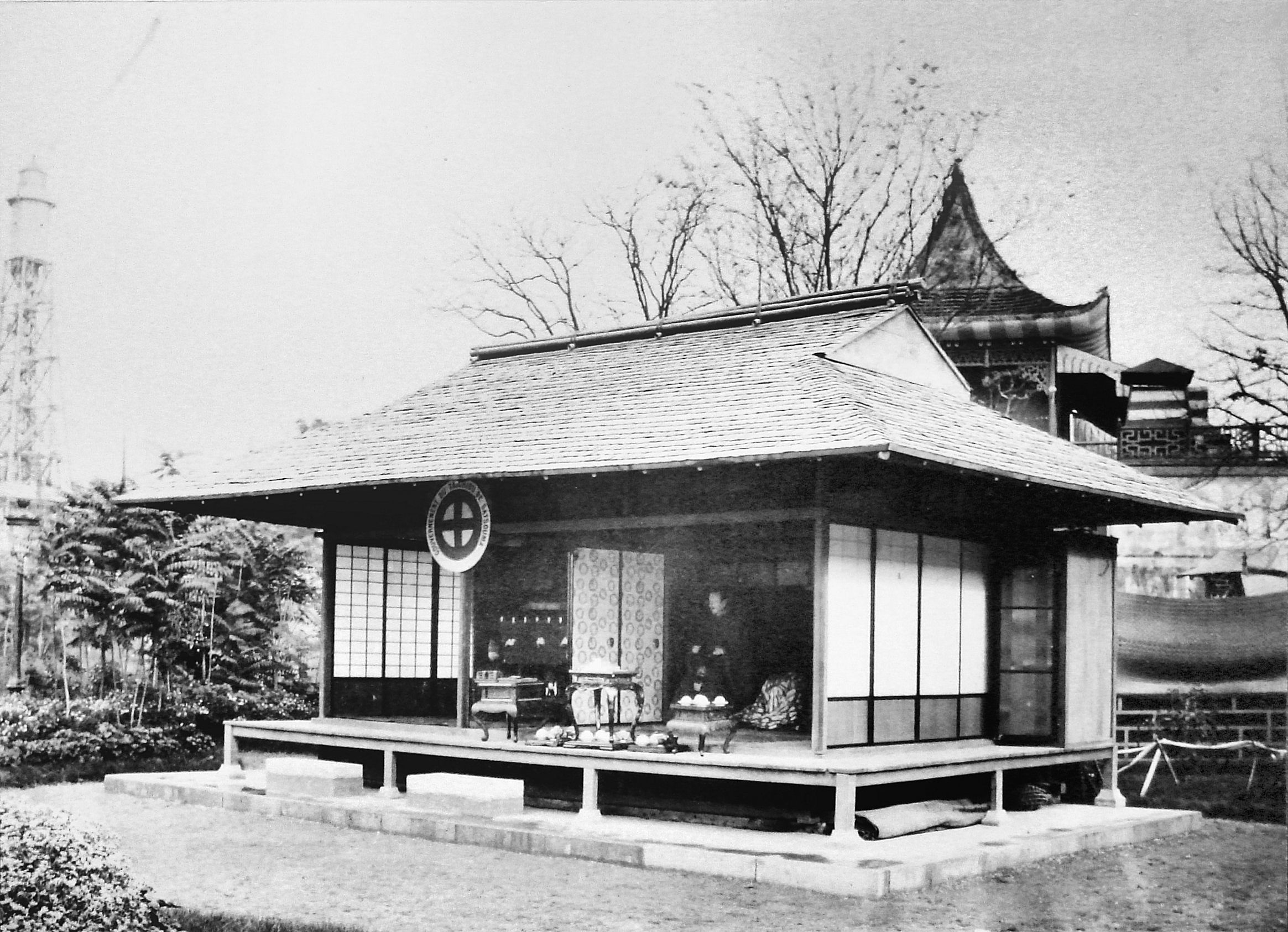
Pavillon von Satsuma auf der Weltausstellung in Paris 1867

Feldzüge und Kämpfe während der Satsuma-Rebellion

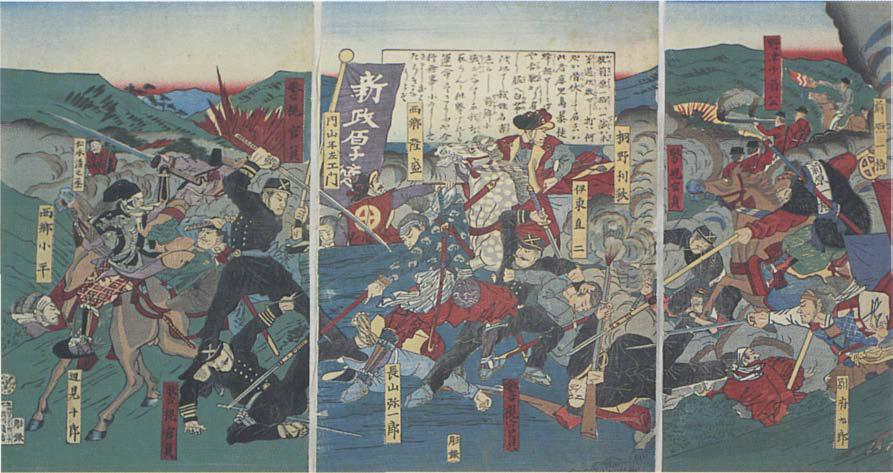
Saigō Takamori im Kampf gegen die Regierungstruppen während der Satsuma-Rebellion 1877

Satsuma (jap. 薩摩藩, -han), offiziell: Kagoshima (鹿児島藩, -han), war ein Lehen (Han) der Shimazu-Daimyō, das die Provinzen Satsuma und Ōsumi sowie den Bezirk Morokata in der Provinz Hyūga sowie die Nansei-Inseln umfasste. Die Ausdehnung des Lehens entspricht in etwa der heutigen Präfektur Kagoshima.

## Entwicklung
Die Geschichte des Lehens beginnt mit der Ernennung von Shimazu Tadatsune zum ersten Daimyō von Satsuma im Jahre 1602. Die Region stand jedoch schon seit der Kamakura-Zeit unter der Kontrolle der Familie Shimazu. In der zweiten Hälfte des 16. Jh. weitete diese ihre Herrschaft beträchtlich aus, wurde jedoch 1587 von dem Feldherrn Toyotomi Hideyoshi im Zuge der Unterwerfung der Regionalherrscher Kyushus auf ihr Kerngebiet zurückgedrängt. Satsuma verfügte auch nach der Machtübernahme durch Tokugawa Ieyasu über beträchtliche militärische und ökonomische Ressourcen und lag weitab von Edo, dem Sitz der Tokugawa-Shogune. Während viele Regionalherrscher im Laufe der Edo-Zeit auf andere Lehen versetzt wurden, konnte der Shimazu-Clan seine Position in Satsuma und eine gewisse Autonomie gegenüber der Zentralregierung bis in die 1870er Jahre bewahren.

## Ryūkyū-Feldzug
1609 bat Shimazu Tadatsune, der seit 1606 den vom Shōgun Ieyasu verliehenen Namen Iehisa trug, um die Erlaubnis für einen Feldzug gegen das unmittelbar angrenzende Königreich Ryūkyū (heute Präfektur Okinawa). Gegen die 4000 kampferprobten Krieger aus Satsuma konnten die Verteidiger wenig ausrichten. König Shō Nei wurde gefangen genommen und erst zwei Jahre später wieder freigesetzt. Einige nördliche Inseln gingen in den Besitz der Shimazu über. Der Rest blieb nominell als Königreich bestehen, befand sich nunmehr jedoch gegenüber Satsuma/Japan in einem Vasallenverhältnis. Die seit 1372 bestehenden Tributbeziehungen zum chinesischen Reich wurden 1655 vom Shōgun gebilligt, so dass Ryūkyū bis zu seiner endgültigen Integration als japanische Präfektur (1879) in einem zweifachen Abhängigkeitsverhältnis stand.

## Edo-Zeit
Ungeachtet der Abschließungsmaßnahmen des Shogunats, die die Handlungsfreiheit und damit auch die Einnahmequellen der Regionalherrscher, besonders jener im Westen des Archipels, erheblich einschränkten, erfreute sich Satsuma dank seiner besonderen Beziehungen zu Ryūkyū des Zugangs zu Gütern und Informationen aus China und Südostasien. Zudem forcierte man auf den von Ryūkyū übernommenen Inseln den Anbau von Zuckerrohr, der erhebliche Gewinne einbrachte. Doch verfügte die Zentralregierung über Mittel, die Finanzkraft der Regionalherrscher zu schwächen. Dazu gehörte die Verpflichtung, eine angemessene zweite Residenz in Edo zu unterhalten und am Hofe in festgesetztem Rhythmus seine Aufwartung zu machen (Sankin kōtai), was kostspielige Überlandreisen mit großem Tross mit sich brachte. Zudem wurden wirtschaftlich starke Lehen mit Großprojekten (tetsudai fushin, 手伝普請) beauftragt. Im Falle von Satsuma brachte die Regulierung der sogenannten 'Drei Kiso Flüsse' das Lehen 1753 an den Rand des finanziellen Zusammenbruchs.
Mit der Herrschaft von Shimazu Shigehide setzte allmählich eine Besserung der Lage ein. Er gründete 1773 eine Lehensschule samt Bibliothek und Wohnstätten sowie eine Militärschule. Medizinische Einrichtungen folgten, zudem wurde der Druck von Büchern über den Landbau und anderen praktische Disziplinen gefördert. Zugleich stärkte er seine Stellung am Hofe, da seine dritte Tochter als Ehefrau des Shōgun Ienari nach Edo zog. All diese Unternehmungen brachten allerdings neue finanzielle Lasten mit sich. 1787 zog sich Shigehide zugunsten seines ältesten Sohnes Narinobu zurück, übte aber weiterhin großen Einfluss auf die Politik des Lehens aus.
Zu den herausragenden Persönlichkeiten unter den Lehnsherren zählt weiter Shimazu Nariakira. Er gründete eine Schule für ‚Hollandstudien’(Rangaku), betrieb gezielt die Übernahme westlicher Technik und stärkte durch den Bau von Dampfschiffen, die Einführung einer Kavallerie westlichen Stils und die Abhaltung von Manövern die militärische Schlagkraft Satsumas. Hierdurch kam es allerdings zum Konflikt mit Zusho Hirosato, der als karō (wörtl. ‚Hausältester’) an der Spitze der Verwaltung des Lehens stand und durch Monopolisierung des Zuckerhandels und verstärktem (illegalen) Außenhandel mit/über Ryūkyū unter großen Mühen die Finanzen des Lehens saniert hatte. Als Nariakira starb, hatte Japan unter Druck der westlichen Kräfte eine Reihe von unvorteilhaften Verträgen zur Öffnung des Landes unterschrieben. Nach Nariakiras Tod folgte der junge Neffe Shimazu Tadayoshi als letzter Lehnsherr, doch übte dessen Vater Shimazu Hisamitsu (島津 久光), der jüngere Bruder von Nariakira, die tatsächliche Macht aus.
Ereignisse wie der Namamugi-Zwischenfall und der darauf folgende Beschuss von Kagoshima durch englische Truppen machten einmal mehr die Notwendigkeit der Übernahme westlicher Technologie und militärischer Reformen deutlich. In den Auseinandersetzungen um den künftigen Kurs Japans spielte Satsuma eine zunehmend wichtigere Rolle. Unter dem aus der konfuzianistischen Tradition gespeisten Leitgedanken ‚Verehrung des Tennō, Vertreibung der Barbaren/des Shōgunats’ (Son-nō jō-i) schmiedeten die Lehen Satsuma, Chōshū und Tosa eine Allianz gegen die Regierung. Nachdem der Tennō diesen Kräften das Recht zum Umsturz zugesprochen und im Januar 1868 die Wiederherstellung seiner eigenen Macht proklamiert hatte, kam es zum Boshin-Krieg, der mit der Niederlage der Truppen des Shōgun Yoshinobu endete. Im Zuge der  Meiji-Restauration verlegte der Tennō seinen Sitz aus dem im westlichen Japan gelegenen Kyōto nach Tōkyō (wörtl. 'Östliche Hauptstadt'). 1871 wurde das Lehen Satsuma aufgelöst und die Präfektur Kagoshima gegründet.

## Meiji-Zeit
Doch 1877 kam es zu einem Aufstand von Samurai aus Satsuma gegen die Meiji-Regierung (Satsuma-Rebellion). Die Erhebung wurde von Saigō Takamori organisiert, der im Boshin-Krieg als Führer der kaiserlichen Truppen 50.000 Samurai kommandiert und im neuen Staat zunächst hohe Positionen eingenommen hatte. Als er jedoch vorschlug, Korea zu annektieren, um den Westmächten zuvorzukommen, geriet er in einen heftigen Konflikt mit seinem langjährigen Weggefährten aus Satsuma und nunmehr ebenfalls einflussreichen Politiker Ōkubo Toshimichi. Die wachsende Unzufriedenheit wurde durch die starke Beschneidung der Rechte der Samurai weiter verstärkt. Zwar konnte sich Saigō mit seiner vergleichsweise kleinen Schar für einige Monate behaupten, in der Schlacht von Shiroyama wurden die Aufständischen von den übermächtigen Regierungstruppen vernichtet. Dies war die letzte Schlacht, an der traditionell bewaffnete Samurai teilnahmen, zugleich verschwanden die verbliebenen Akteure des Lehens Satsuma von der historischen Bühne.

## Lehnsherren (Daimyōs) von Satsuma in der Edo-Zeit
|    | Name                       | Schriftzeichen  | Lebensdauer | Herrschaftsdauer |
| -- | -------------------------- | --------------- | ----------- | ---------------- |
| 18 | Shimazu Iehisa (Tadatsune) | 島津 忠恒・家久 | 1576–1638   | 1602–1638        |
| 19 | Shimazu Mitsuhisa          | 島津 光久       | 1616–1695   | 1638–1687        |
| 20 | Shimazu Tsunataka          | 島津 綱貴       | 1650–1704   | 1687–1704        |
| 21 | Shimazu Yoshitaka          | 島津 吉貴       | 1675–1747   | 1704–1721        |
| 22 | Shimazu Tsugutoyo          | 島津 継豊       | 1702–1760   | 1721–1746        |
| 23 | Shimazu Munenobu           | 島津 宗信       | 1728–1749   | 1746–1749        |
| 24 | Shimazu Shigetoshi         | 島津 重年       | 1729–1755   | 1749–1755        |
| 25 | Shimazu Shigehide          | 島津 重豪       | 1745–1833   | 1755–1787        |
| 26 | Shimazu Narinobu           | 島津 斉宣       | 1774–1841   | 1787–1809        |
| 27 | Shimazu Narioki            | 島津 斉興       | 1791–1859   | 1809–1851        |
| 28 | Shimazu Nariakira          | 島津 斉彬       | 1809–1858   | 1851–1858        |
| 29 | Shimazu Tadayoshi          | 島津 忠義       | 1840–1897   | 1858–1871        |